# Богомолов, Дмитрий Васильевич (дипломат)
Дмитрий Васильевич Богомолов (16 июня 1890, Санкт-Петербург — 7 мая 1938, расстрельный полигон «Коммунарка», Московская область) — советский дипломат, полпред в Польше (1927—1929) и в Китае (1933—1937). Расстрелян в 1938 году, реабилитирован посмертно.

## Биография
Д. В. Богомолов родился в Санкт-Петербурге в семье кондуктора конки и работницы табачной фабрики. Окончил трёхклассное начальное училище, затем четырёхклассное городское училище. До призыва в 1910 году на военную службу работал конторщиком в банке. Во время службы сдал экстерном экзамены за курс гимназии. В 1911 году уволился со службы в звании прапорщика и уехал во Владивосток, где служил конторщиком и бухгалтером. Занимался самообразованием, изучал иностранные языки. В начале Первой мировой войны мобилизован в действующую армию. В августе 1915 года был ранен и попал в германский плен, где находился до конца войны.
В 1918 году вернулся в Петроград, вступил в РКП(б) и был направлен в распоряжение наркомата пропаганды Украины. Во время Гражданской войны был в плену у Н. И. Махно, затем у С. В. Петлюры.
В 1920 году Богомолов служит в Одессе в информационном бюро НКИД РСФСР, затем в миссии Украины в Москве.
С 1922 года Богомолов на дипломатической службе за рубежом: в 1922 году в Австрии участвует в работе украинской делегации по репатриации военнопленных, а в ноябре того же года назначен первым секретарём полпредства Украины в Берлине.
С мая 1923 года направлен первым секретарём полпредства СССР в Австрии, а с декабря 1924 года — первый секретарь полпредства в Великобритании. По пути в СССР в 1927 году (после разрыва дипломатических отношений с Великобританией) был свидетелем убийства П. Л. Войкова, пришедшего на вокзал в Варшаве для встречи с возвращающимися советскими дипломатами.
17 сентября 1927 года Д. В. Богомолов назначен полпредом в Польшу. В этот период он способствовал возврату архивов, культурных и исторических ценностей, вывезенных из Польши до революции. Богомолову не удалось добиться прогресса по торговому соглашению и договору о ненападении.

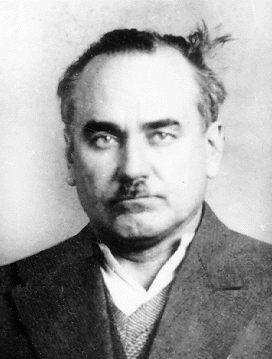
Д. В. Богомолов после ареста

С декабря 1929 по ноябрь 1932 года Богомолов служит советником полпредства в Лондоне.
20 февраля 1933 года назначен полпредом в Китай. Прилагал усилия для заключения советско-китайского договора о ненападении, которые, однако, не увенчались успехом.
13 октября 1937 года, будучи в Москве, был арестован и обвинен в участии в «антисоветской террористической организации». Внесён в Сталинские расстрельные списки от ноября 1937 года ("Быв. ответ. работники Наркоматов) по 1-й категории (вычеркнут) и список за 3 мая 1938 г. («Москва-центр») по 1-й категории («за» Сталин, Молотов, Ворошилов). Приговорён к ВМН ВКВС СССР 7 мая 1938 года. Расстрелян в тот же день. Место захоронения — полигон НКВД «Коммунарка» 7 мая 1938 года. Реабилитирован посмертно 13 июля 1957 года ВКВС СССР.